# Кок-Сакал
Кок-Сака́л (укр. Кок-Сакал, крымскотат. Kök Saqal, Кок Сакъал) — исчезнувшее село в Красноперекопском районе Республики Крым, располагавшееся на северо-востоке района, на берегу одного из заливов Сиваша, примерно в 5 километрах к северо-западу от современного села Надеждино.

### Динамика численности населения
- 1805 год — 89 чел.[5]
- 1892 год — 14 чел.[6]
- 1915 год — 142 чел.[7]
- 1926 год — 94 чел.[8]

## История
Первое документальное упоминание села встречается в Камеральном Описании Крыма… 1784 года, судя по которому, в последний период Крымского ханства Кок Сакал входил в Кырп Баул кадылык Перекопского каймаканства.
После присоединения Крыма к России (8) 19 апреля 1783 года, (8) 19 февраля 1784 года, именным указом Екатерины II сенату, на территории бывшего Крымского Ханства была образована Таврическая область и деревня была приписана к Перекопскому уезду. После Павловских реформ, с 1796 по 1802 год, входила в Перекопский уезд Новороссийской губернии. По новому административному делению, после создания 8 (20) октября 1802 года Таврической губернии, Кок-Сакал был включён в состав Бустерчинской волости Перекопского уезда.
По Ведомости о всех селениях, в Перекопском уезде состоящихх с показанием в которой волости сколько числом дворов и душ… от 21 октября 1805 года в деревне Копсакал числилось 14 дворов и 89 крымских татар. На военно-топографической карте генерал-майора Мухина 1817 года деревня Койсакал обозначена с 20 дворами. После реформы волостного деления 1829 года Коксакал, согласно «Ведомости о казённых волостях Таврической губернии 1829 года» отнесли к Ишуньской волости, переименованной из Бустерчинской. На карте 1836 года в деревне 10 дворов. Затем, видимо, в результате эмиграции крымских татар, деревня заметно опустела и на карте 1842 года Кок-Сакал обозначен условным знаком «малая деревня», то есть, менее 5 дворов. В документах середины XIX века деревня не встречается, а согласно «Памятной книжке Таврической губернии за 1867 год», деревня Кок-Сакал была покинута жителями в 1860—1864 годах, в результате эмиграции крымских татар, особенно массовой после Крымской войны 1853—1856 годов, в Турцию и оставалась в развалинах.
Возрождена в конце XIX века. После земской реформы 1890 года Кок-Сакал отнесли к Воинской волости. Согласно «…Памятной книжке Таврической губернии на 1892 год», в деревне Кок-Сакал, составлявшей Кок-Сакалское сельское общество, было 14 жителей, домохозяйств не имеющих. Видимо, селение вскоре вновь опустело, поскольку в «…Памятной книжке Таврической губернии на 1900 год» не записано, а по Статистическому справочнику Таврической губернии. Ч.II-я. Статистический очерк, выпуск пятый Перекопский уезд, 1915 год, на хуторе Кок-Сакал (Овсиенко) Воинской волости Перекопского уезда числилось 12 дворов с русским населением в количестве 142 человек приписных жителей, из которых 74 мужчины и 68 женщин. При хуторе числилось 2024 десятины удобной земли, в хозяйстве имелось 123 лошади.
После установления в Крыму Советской власти, по постановлению Крымревкома от 8 января 1921 года № 206 «Об изменении административных границ» была упразднена волостная система, Перекопский уезд переименовали в Джанкойский, в котором был образован Ишуньский район, в состав которого включили село, а в 1922 году уезды получили название округов. 11 октября 1923 года, согласно постановлению ВЦИК, в административное деление Крымской АССР были внесены изменения, в результате которых округа были отменены, Ишуньский район упразднён и село вошло в состав Джанкойского района. Согласно Списку населённых пунктов Крымской АССР по Всесоюзной переписи 17 декабря 1926 года, в селе Кок-Сакал, центре упразднённого к 1940 году Кок-Сакальского сельсовета Джанкойского района числилось 20 дворов, все крестьянские, совокупное население составляло 94 человека, из них 80 украинцев, 13 белорусов и 1 русский. Постановлением ВЦИК от 30 октября 1930 года был восстановлен Ишуньский район и село, вместе с сельсоветом, включили в его состав. Постановлением Центрального исполнительного комитета Крымской АССР от 26 января 1938 года Ишуньский район был ликвидирован и создан Красноперекопский район с центром в поселке Армянск (по другим данным 22 февраля 1937 года). Видимо, село опустело ещё в 1930-е году, поскольку уже на подробной карте РККА северного Крыма 1941 года на его месте обозначены безымянные сараи.